# 추상전략게임

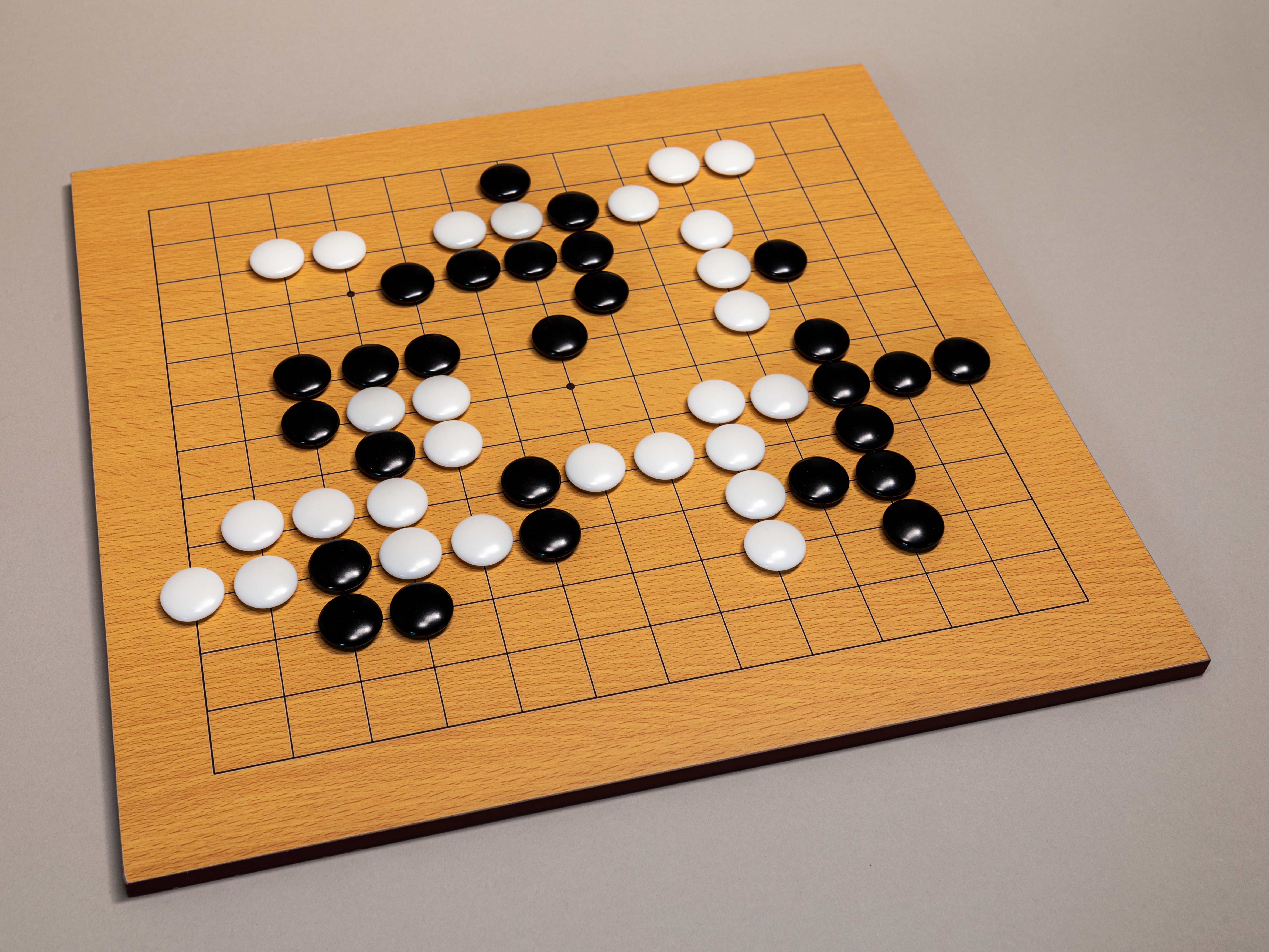
바둑 추상 전략 게임

추상 전략 게임은 실제 모티브가 된 게 거의 없거나 전혀 없고, 플레이어의 선택(최소한의 무작위성만 있거나 아예 없음)에 의해서만 결과가 결정되며, 각 플레이어가 게임에 대한 완전 정보를 가지고 있는 전략 게임의 한 종류이다. 예를 들어, 바둑은 세 가지 기준을 모두 충족하므로 순수한 추상 전략 게임이다. 체스 및 관련 게임은 거의 그렇지만 고대 전쟁이라는 인식 가능한 주제를 특징으로 하며, 스트라테고는 결정론적이고 19세기 나폴레옹 전술에 대략적으로 기반을 두며 숨겨진 정보를 특징으로 하므로 경계선에 있다.

## 정의

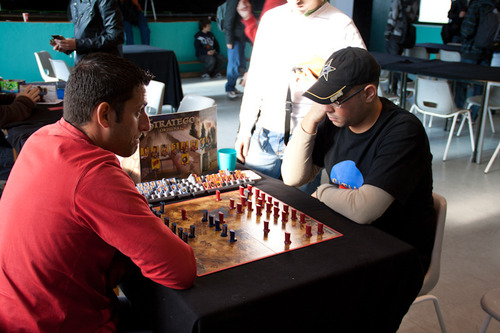
스트라테고 게임

조합 게임에는 주사위와 같은 무작위 요소, 동시 이동, 숨겨진 정보가 없다. 이러한 요소를 가진 일부 게임은 때때로 추상 전략 게임으로 분류된다. (Continuo, Octiles, Can't Stop, Sequence와 같은 게임은 운이나 블러핑 요소가 있음에도 불구하고 추상 전략 게임으로 간주될 수 있다.) 더 작은 범주의 추상 전략 게임은 무작위 요소 없이 숨겨진 정보를 통합할 수 있는데, 가장 잘 알려진 예는 스트라테고이다.
전통적인 추상 전략 게임은 종종 별도의 게임 범주로 취급되므로 '추상 게임'이라는 용어는 종종 이를 제외한 대회에 사용되며 현대 추상 전략 게임을 지칭하는 것으로 간주될 수 있다. 두 가지 예로는 IAGO 월드 투어(2007~2010)와 2008년부터 매년 마인드 스포츠 올림피아드의 일부로 개최되는 추상 게임 세계 선수권 대회가 있다.
일부 추상 전략 게임은 여러 시작 위치를 가지며, 이 중 하나는 무작위로 결정되어야 한다. 게임이 기술 게임이 되려면 시작 위치는 공정한 수단으로 정해져야 한다. Arimaa 및 DVONN과 같은 일부 게임은 플레이어가 별도의 초기 단계에서 시작 위치를 정하며, 이 단계 자체는 조합 게임 원칙을 엄격히 따른다. 그러나 대부분의 플레이어는 각 게임을 다른 위치에서 시작하더라도 게임 자체에 운 요소가 없다고 간주한다. 실제로 보비 피셔는 보드에서의 플레이어 사고 의존도를 높이기 위해 체스에서 시작 위치의 무작위화를 장려했다.

J. 마크 톰슨은 그의 기사 "Defining the Abstract"에서 플레이가 때때로 플레이어들이 서로에게 제시하는 일련의 퍼즐과 유사하다고 썼다: 
이러한 게임과 퍼즐 사이에는 밀접한 관계가 있다: 모든 보드 위치는 플레이어에게 '최고의 수는 무엇인가?'라는 퍼즐을 제시하며, 이론적으로는 논리만으로 해결할 수 있다. 따라서 좋은 추상 게임은 잠재적으로 흥미로운 논리 퍼즐의 "집합"으로 볼 수 있으며, 플레이는 각 플레이어가 상대방에게 그러한 퍼즐을 제시하는 것으로 구성된다. 좋은 플레이어는 상대방에게 제시할 가장 어려운 퍼즐을 찾는 사람들이다.
많은 추상 전략 게임은 또한 "조합론적"이다. 즉, 숨겨진 정보가 없고, 비결정론적 요소(섞인 카드나 주사위 굴림 등)가 없으며, 동시 또는 숨겨진 움직임이나 설정이 없고, (일반적으로) 두 명의 플레이어나 팀이 유한한 수의 차례를 반복한다.
추상적인 성격을 지닌 많은 게임들은 역사적으로 군사 전술의 표현과 같은 게임에서 발전했을 수 있다. 차례로, 그러한 게임의 버전을 보는 것은 흔하다. 예를 들어, 체스는 추상 게임으로 간주되지만, 스타워즈 테마 체스와 같은 많은 버전이 존재한다.
문제를 해결하는 데 개방적인 솔루션을 포함하는 많은 추상 비디오 게임도 있으며, 한 예로 Shapez를 들 수 있다. 이 게임에서는 정해진 양의 모양을 전달해야 하지만, 그 방법은 전적으로 당신에게 달려 있다.

## 역사

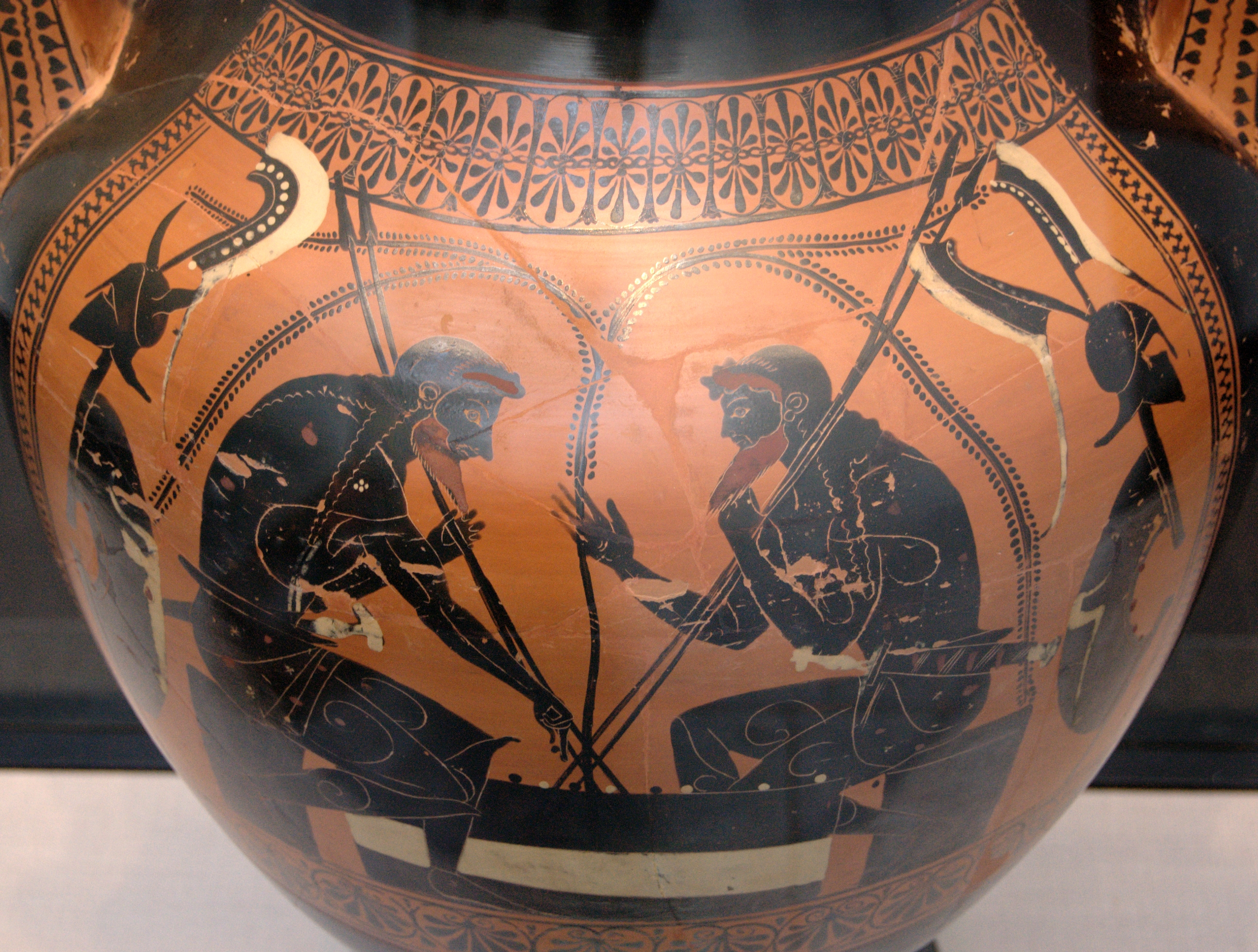
아킬레우스와 아이아스 (소)가 보드 게임을 하는 모습.

우르에서 3000년 전으로 거슬러 올라가는 체커판과 유사한 보드가 1920년대 영국 고고학자 레너드 울리에 의해 발견되었다. 대영박물관에는 고대 이집트 체커판의 표본이 있으며, 무덤에서 조각들과 함께 발견되었고, 이 게임은 하트셉수트 여왕이 플레이했다. 플라톤은 페테이아 또는 Petteia라는 게임이 이집트에서 유래했다고 언급했고, 호메로스도 이 게임을 언급했다. 이 게임은 나중에 로마 제국으로 수입되어 루두스 라트룬쿨로룸이라는 이름으로 불렸다.
바둑은 고대에 교양 있는 귀족 중국 학자들의 사예 중 하나로 여겨졌으며 오늘날에도 여전히 인기가 있다. 이 게임에 대한 가장 초기의 서면 기록은 일반적으로 역사 연대기인 춘추좌씨전 (기원전 4세기경)으로 알려져 있다.
오늘날 만칼라로 알려진 게임 패밀리는 적어도 중동에서 기원전 3세기까지 거슬러 올라가며, 어쩌면 훨씬 더 일찍부터 존재했을 수 있다.
체스는 굽타 제국 (c. 280–550)의 북서부 인도에서 유래했다고 여겨지며, 6세기 초 형태는 차투랑가(산스크리트어: चतुरङ्ग)로 알려졌는데, 이는 문자 그대로 군대의 네 부분인 보병, 기병, 전투 코끼리, 전차 (고대 무기)를 의미하며, 각각 현대의 폰, 나이트, 비숍, 룩으로 진화할 조각들로 표현되었다. 차투랑가는 8×8의 체크무늬 없는 판인 아쉬타파다에서 플레이되었다. 쇼기는 잡은 조각을 잡은 플레이어가 다시 보드에 놓을 수 있도록 허용한 최초의 체스 변형이었다. 이 드롭 규칙은 15세기에 발명된 것으로 추정되며, 아마도 15세기 용병들이 잡혔을 때 죽는 대신 충성심을 바꾸는 관행과 관련이 있을 수 있다.
문명이 발전하고 사회가 진화함에 따라 전략 보드 게임도 발전했다. 15세기 인쇄 기술과 같은 새로운 발명은 게임 세트의 대량 생산을 가능하게 하여 다양한 사회 계층의 사람들이 더 쉽게 접근할 수 있게 했다. 백개먼과 만칼라와 같은 게임은 이 시기에 인기를 얻었으며, 다양한 스타일의 전략적 게임 플레이를 보여주었다.
영국인 루이스 워터맨과 존 W. 몰렛은 둘 다 1883년에 오델로 게임을 발명했다고 주장하며 서로를 사기꾼이라고 비난했다. 이 게임은 19세기 말 잉글랜드에서 상당한 인기를 얻었다. 이 게임의 첫 번째 신뢰할 수 있는 언급은 1886년 8월 21일 새터데이 리뷰 판에 실렸다. 1971년 일본에서 특허를 받은 오델로라는 변형은 전 세계적으로 인기를 얻었다.
제2차 세계 대전이 끝난 후, 이 게임들은 더욱 복잡해졌다. 리스크 (게임)와 디플로머시 (게임)는 1950년대에 출시되었다. 리스크는 플레이어가 게임 시작 시 영토를 차지한 후 다른 플레이어로부터 세계를 정복하려고 시도하는 반면, 디플로머시는 플레이어가 제1차 세계 대전 직전 유럽으로 돌아가 다른 플레이어와 동맹을 맺어 자신의 안전과 승리를 확보하는 것을 보았다.

## 비교
"순수" 추상 전략 게임의 분석은 조합론적 게임 이론의 주제이다. 숨겨진 정보, 블러핑 또는 동시 이동 요소를 가진 추상 전략 게임은 폰 노이만-모르겐슈테른 게임 이론에 더 적합하며, 운 요소가 있는 게임은 위 이론 중 하나에 확률론이 통합되어야 할 수 있다.
정성적인 측면에서, 추상 전략 게임을 흥미, 복잡성 또는 전략 수준에 따라 순위를 매기는 것은 어려운 작업이며 극심한 주관성에 달려 있다. 세 가지 주요 경쟁자 각각이 나타내는 수학적 분야의 유한성을 측정하는 측면에서, 체커는 1040개의 가능한 게임이라는 게임 트리 복잡도를 가지는 반면, 체스는 약 10123개의 복잡도를 가진다. 바둑의 경우 가능한 유효한 게임 종류는 10170 정도이다.

## 챔피언
마인드 스포츠 올림피아드는 최고의 추상 전략 게임 올라운더를 찾기 위해 2008년에 처음으로 추상 게임 세계 선수권 대회를 개최했다. MSO 대회는 2011년에 형식이 변경되어 경쟁을 플레이어의 다섯 가지 최고 이벤트로 제한했으며, 현대 추상 게임 세계 선수권 대회로 이름이 변경되었다.
- 2008: 데이비드 M. 피어스 (잉글랜드)
- 2009: 데이비드 M. 피어스 (잉글랜드)
- 2010: 데이비드 M. 피어스 (잉글랜드)
- 2011: 데이비드 M. 피어스 (잉글랜드)
- 2012: 안드레스 쿠스크 (에스토니아)
- 2013: 안드레스 쿠스크 (에스토니아)

## 같이 보기
- 연결 게임
- 게임 복잡도
- 추상 전략 게임 목록
- 마인드 스포츠 세계 선수권 목록
- 마인드 스포츠 올림피아드
- 세계 마인드 스포츠 게임